# Silil enolni etar
U organosilicijumskoj hemiji, silil enolni etri su klasa organskih jedinjenja koja dele zajedničku funkcionalnu grupu R
3Si−O−CR=CR
2, sastavljenu od enolata (R
3C−O−R) vezan za silan (SiR
4) preko svog kiseonikovog kraja i etenske grupe (R
2C=CR
2) kao njegov ugljenični kraj. Oni su važni intermedijeri u organskoj sintezi.

## Sinteza
Silil enol etri se generalno pripremaju reakcijom karbonilnog jedinjenja koje se može enolizovati sa silil elektrofilom i bazom, ili samo reakcijom enolata sa silil elektrofilom. Pošto su silil elektrofili jači i veze silicijum-kiseonik su veoma jake, kiseonik (karbonilnog jedinjenja ili enolata) deluje kao nukleofil i formira jednostruku vezu Si-O.
Silil elektrofil koji se najčešće koristi je trimetilsilil hlorid. Da bi se povećala brzina reakcije, trimetilsilil triflat se takođe može koristiti umesto trimetilsilil hlorida kao elektrofilniji supstrat.
Kada se kao supstrat koristi nesimetrično enolizujuće karbonil jedinjenje, izbor reakcionih uslova može pomoći u kontroli da bi se prvenstveno formirao kinetički ili termodinamički silil enol etar. Na primer, kada se koristi litijum diizopropilamid (LDA), jaka i sterički sputana baza, na niskoj temperaturi (npr. -78°C), kinetički silil enol etar (sa manje supstituisanom dvostrukom vezom) prvenstveno se formira zbog steričnih efekata. Kada se koristi trietilamin, slaba baza, poželjan je termodinamički silil enol etar (sa više supstituisanom dvostrukom vezom).
Alternativno, prilično egzotičan način generisanja silil enol etra je preko Brukovog preuređivanja odgovarajućih supstrata.